# 国道357号

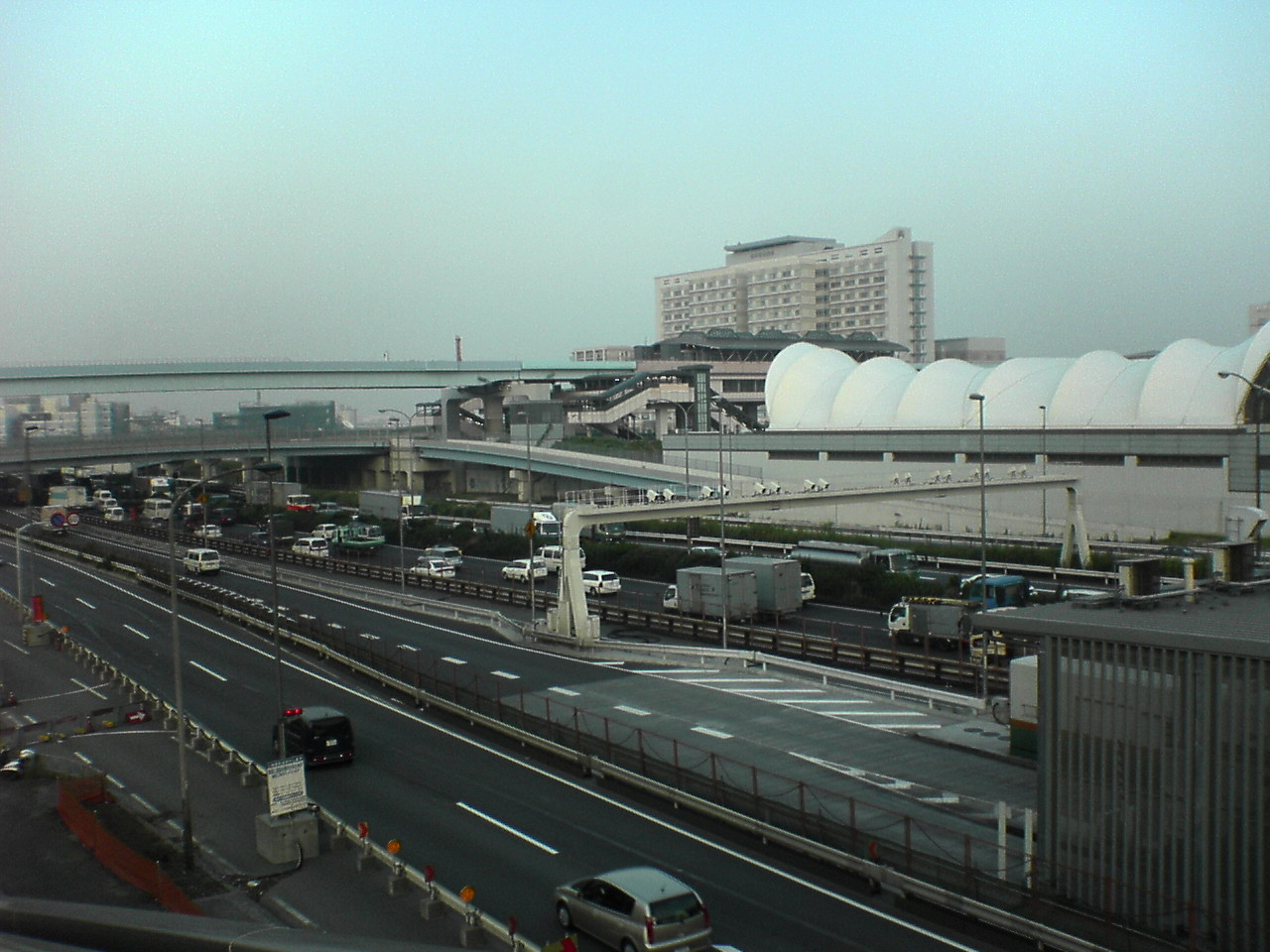
東京都江東区内。奥に国際展示場駅・有明駅が見える（2005年8月）

国道357号（こくどう357ごう）は、千葉県千葉市中央区から神奈川県横須賀市に至る一般国道である。通称「東京湾岸道路」。

## 概要
東京湾岸道路（とうきょうわんがんどうろ）の一般部（一般道路）であり、「湾岸道路」という通称でも呼ばれる。東京都内における都市計画事業としての名称は東京都市計画道路幹線街路東京湾環状線である。自動車専用部として東関東自動車道、首都高速湾岸線が並走する。千葉市、川崎市、横浜市と3つの政令指定都市を結ぶ。
大半の区間が東京湾岸の埋立地を貫く経路上に設定されているため、埋立地間の海上を中心に未開通区間が存在する。全線が1本でつながっていないため、一般国道のみで走破することは不可能であり、連続走行できるのは起点の千葉県千葉市中央区村田町から東京都大田区羽田空港三丁目までと、神奈川県横浜市鶴見区大黒ふ頭から同市金沢区福浦までである。
東京港臨海道路の開通に伴い交通量の増大が予想されることから、新木場交差点 - 夢の島交差点間で連続立体工事が行われた。

### 路線データ
一般国道の路線を指定する政令に基づく起終点および重要な経過地は次のとおり。
- 起点：千葉市（中央区、村田町 = 国道16号交点）
- 終点：横須賀市（未開通）
- 重要な経過地：習志野市（秋津三丁目）・船橋市（日の出町）・市川市（千鳥町）・浦安市・東京都江戸川区（臨海町一丁目）・同都江東区（有明二丁目）・同都港区（台場）・同都品川区（八潮二丁目）・同都大田区（京浜島二丁目）・川崎市（川崎区）・横浜市（磯子区）
- 総延長 : 88.4 km（千葉県 17.4 km、千葉市 16.8 km、東京都 25.3 km、神奈川県 1.2 km、横浜市 21.6 km、川崎市 6.1 km）重用延長、未供用延長（海上区間）を含む。[3][注釈 2]
- 重用延長 : 5.6 km（千葉県 - km、千葉市 5.6 km、東京都 - km、神奈川県 - km、横浜市 - km、川崎市 - km）[3][注釈 2]
- 未供用延長 : 6.9 km（千葉県 - km、千葉市 - km、東京都 1.0 km、神奈川県 1.2 km、横浜市 1.6 km、川崎市 3.1 km）[3][注釈 2]
  - 未供用延長のうち海上区間 : 0.4 km（千葉県 - km、千葉市 - km、東京都 - km、神奈川県 - km、横浜市 0.4 km、川崎市 - km）、東京湾[3][注釈 2]
- 実延長 : 75.8 km（千葉県 17.4 km、千葉市 11.2 km、東京都 24.3 km、神奈川県 - km、横浜市 19.9 km、川崎市 3.0 km）[3][注釈 2]
  - 現道 : 72.7 km（千葉県 17.4 km、千葉市 11.2 km、東京都 21.2 km、神奈川県 - km、横浜市 19.9 km、川崎市 3.0 km）[3][注釈 2]
  - 旧道 : なし[3][注釈 2]
  - 新道 : 3.1 km（千葉県 - km、千葉市 - km、東京都 3.1 km、神奈川県 - km、横浜市 - km、川崎市 - km）[3][注釈 2]
- 指定区間
  - 千葉市中央区村田町893番229 - 東京都大田区羽田空港三丁目1番
  - 川崎市川崎区浮島町516番1 - 同区浮島町525番
  - 川崎市川崎区東扇島23番1 - 横浜市鶴見区扇島7番1
  - 横浜市鶴見区大黒ふ頭15番155 - 横須賀市夏島町1番1[4]

## 歴史
- 1975年（昭和50年）4月1日 - 一般国道357号（千葉市中央区 - 横須賀市）指定。

## 路線状況
国道357号の西行きと東行きの間の道路上に、東関東自動車道および首都高速湾岸線（千葉県市川市の高谷JCTで接続）が千葉市美浜区稲毛海岸（千葉西警察入口交差点）以西を並行して走っており、インターチェンジやランプで相互接続される。
品川区八潮 - 大田区東海間の道路幅は、全体で100 mあり、日本一広い国道といわれている。

### 通称
- 東京湾岸道路

### バイパス
- 八潮バイパス

他の都内国道の共同溝と孤立しているという状況を解消すべく、国道357号（東京湾岸道路）の共同溝と国道15号（第一京浜）の共同溝とつなげるために八潮共同溝が建設されることになり（トンネル自体は2006年（平成18年）に全通）、これに伴い同共同溝のルートにあたる都道（一部が「山手通り」（東京都道317号環状六号線）と「海岸通り」（東京都道316号日本橋芝浦大森線）、「八潮橋」に該当）が新たに全線指定区間扱いの国道357号に格上げされ「八潮バイパス」と命名された。これらの道路では、管理が都→国に変わったことにより、（東京都内の）国道仕様のガードレールと都道仕様のガードレールが混在している。
- 注記

元来、東京湾岸道路は国道14号（東京都中央区 - 千葉県千葉市）、国道15号（東京都中央区 - 神奈川県横浜市）、国道16号（1都3県を結ぶ環状道路）のバイパスとの位置付けであるが、この道路のさらにバイパスとして第二東京湾岸道路が計画されている。

### 重複区間

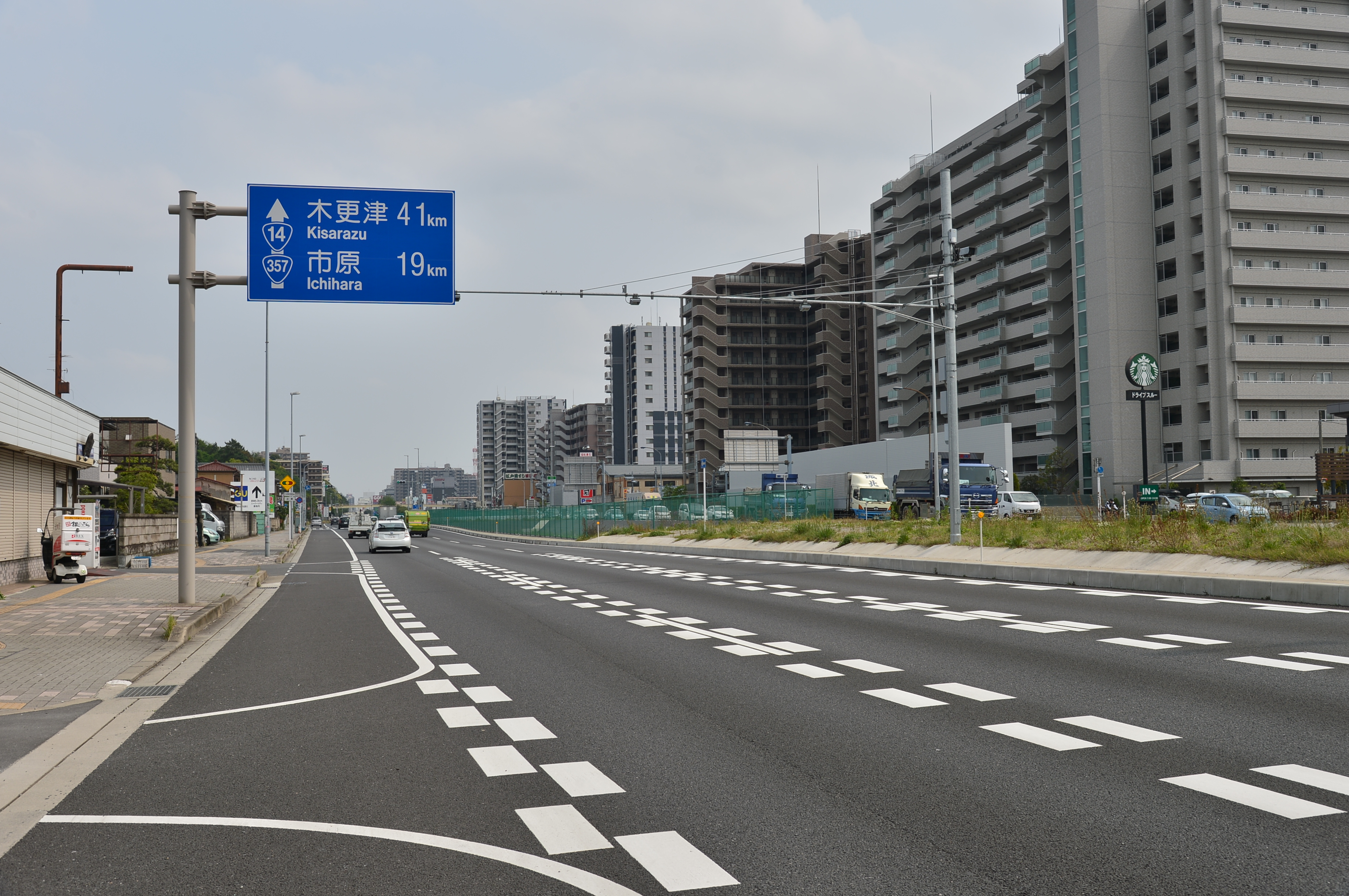
国道14号・357号重複区間・千葉市稲毛区（2016年5月）

- 国道14号（千葉県千葉市中央区登戸 - 千葉市美浜区真砂）

### 連続して走行できる部分
- 起点（千葉県千葉市中央区村田町交差点） - 東京都大田区羽田空港三丁目
- 神奈川県川崎市川崎区東扇島内
- 神奈川県横浜市鶴見区大黒ふ頭内 首都高速湾岸線大黒ふ頭出入口 - 神奈川県横浜市金沢区八景島

2019年（令和元年）時点では、金沢区金沢柴町交差点 - 八景島間の国道357号を通行できるのは八景島シーパラダイスへ入る観光バス・関係車両のみである。
- 東京都品川区北品川二丁目 - 東京都品川区八潮一丁目

いわゆる「八潮バイパス」。同バイパスの項を参照。

### 未開通の部分

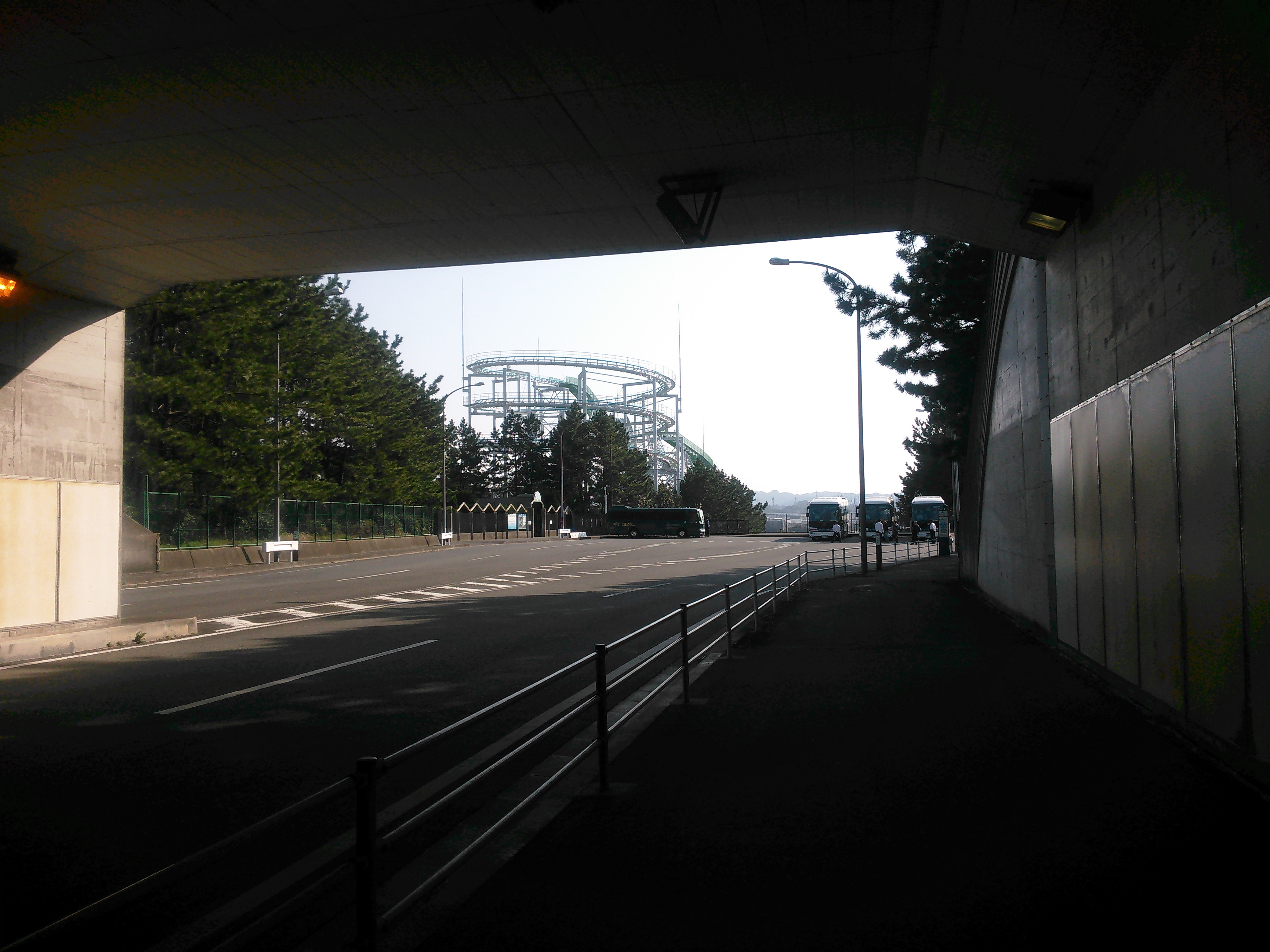
八景島（当面の終点）

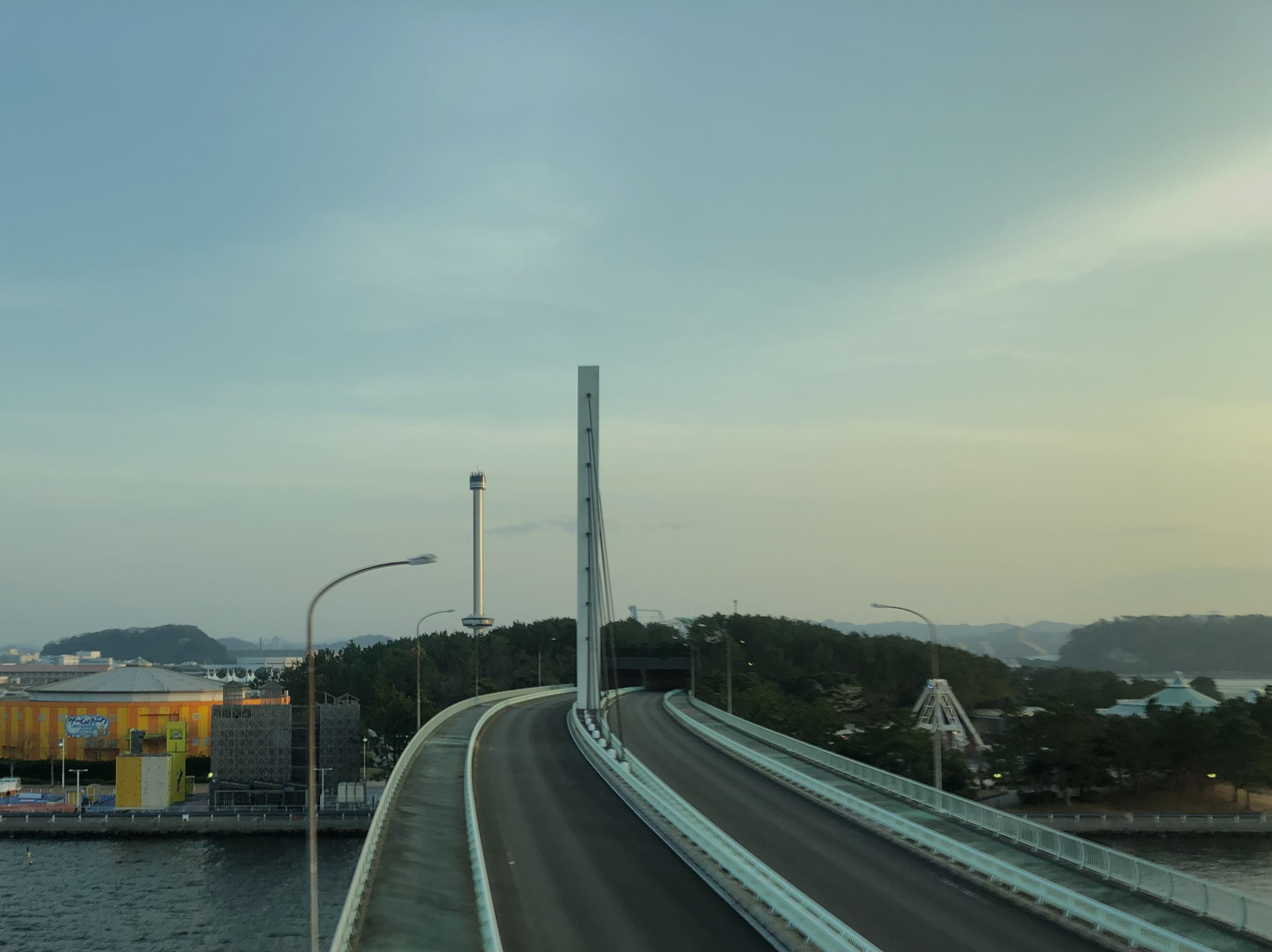
柴航路橋（2021年3月）

- 東京都大田区羽田空港三丁目 - 神奈川県川崎市川崎区浮島町 - 神奈川県川崎市川崎区東扇島（延長約5 km）
多摩川河口付近、川崎港付近
羽田空港 - 浮島町間は多摩川スカイブリッジ経由で、浮島町 - 東扇島間は国道132号、川崎港海底トンネルを通るルートで迂回可能である。
このうち羽田空港 - 浮島町間（延長3.4 km）については、多摩川トンネルとして2015年度より国土交通省川崎国道事務所が整備事業に着手している[7]。
- 神奈川県川崎市川崎区東扇島 - 大黒ふ頭（延長約5 km）
扇島付近、京浜港付近
本線西側の川崎港海底トンネル、国道132号、産業道路、大黒大橋を経由すると迂回可能である。
- 神奈川県横浜市金沢区八景島 - 神奈川県横須賀市夏島町（延長2.3 km）
三浦半島の3市1町が結成した「三浦半島地域広域幹線道路整備促進期成同盟」が毎年のように国土交通省や神奈川県に要望書を提出しているが、未開通。2018年2月19日、国土交通省はこの区間の建設に向けて夏島交差点の改良工事に着手する旨を関係自治体に伝え[8]、同年7月22日より着工した[9]。

上記の迂回路に示した各トンネルは、原動機付自転車の走行が禁止されている。なお、これらの区間は事実上の分断区間であるが、いわゆる“点線国道”の扱いではない。

### 道路施設

#### 橋梁
- 市川大橋（江戸川、千葉県市川市）
- 舞浜大橋（旧江戸川、千葉県浦安市 - 東京都江戸川区）
- 荒川河口橋（荒川、東京都江戸川区 - 江東区）
- 曙橋（あけぼの運河、東京都江東区）
- 新辰己橋（東京都江東区）
- 有明橋（東京都江東区 - 中央区）
- 京浜大橋（京浜運河、東京都大田区東海 - 京浜島）
- 横浜ベイブリッジ（横浜港、横浜市鶴見区大黒ふ頭 - 同市中区本牧ふ頭）
- 柴航路橋（柴航路、横浜市金沢区福浦 - 八景島）

#### トンネル
- 東京港トンネル（東京港、東京都江東区 - 品川区）
- 空港北トンネル（東京都大田区京浜島 - 羽田空港）

#### 道の駅など
- 千葉県
  - 谷津干潟公園駐車場（習志野市、「東行き」のみ）

## 地理

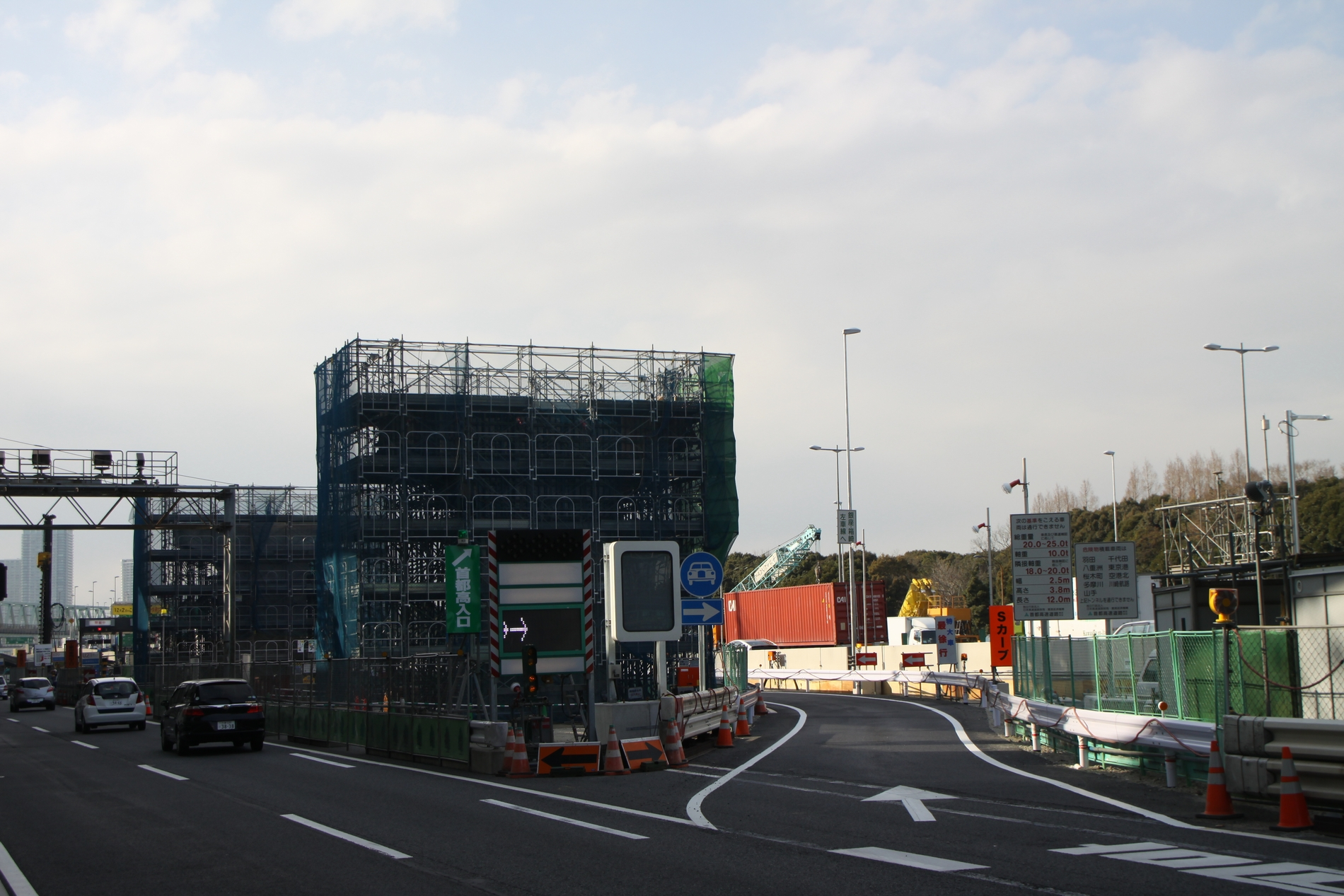
新木場交差点～夢の島交差点間の連続立体工事の様子（2011年1月）

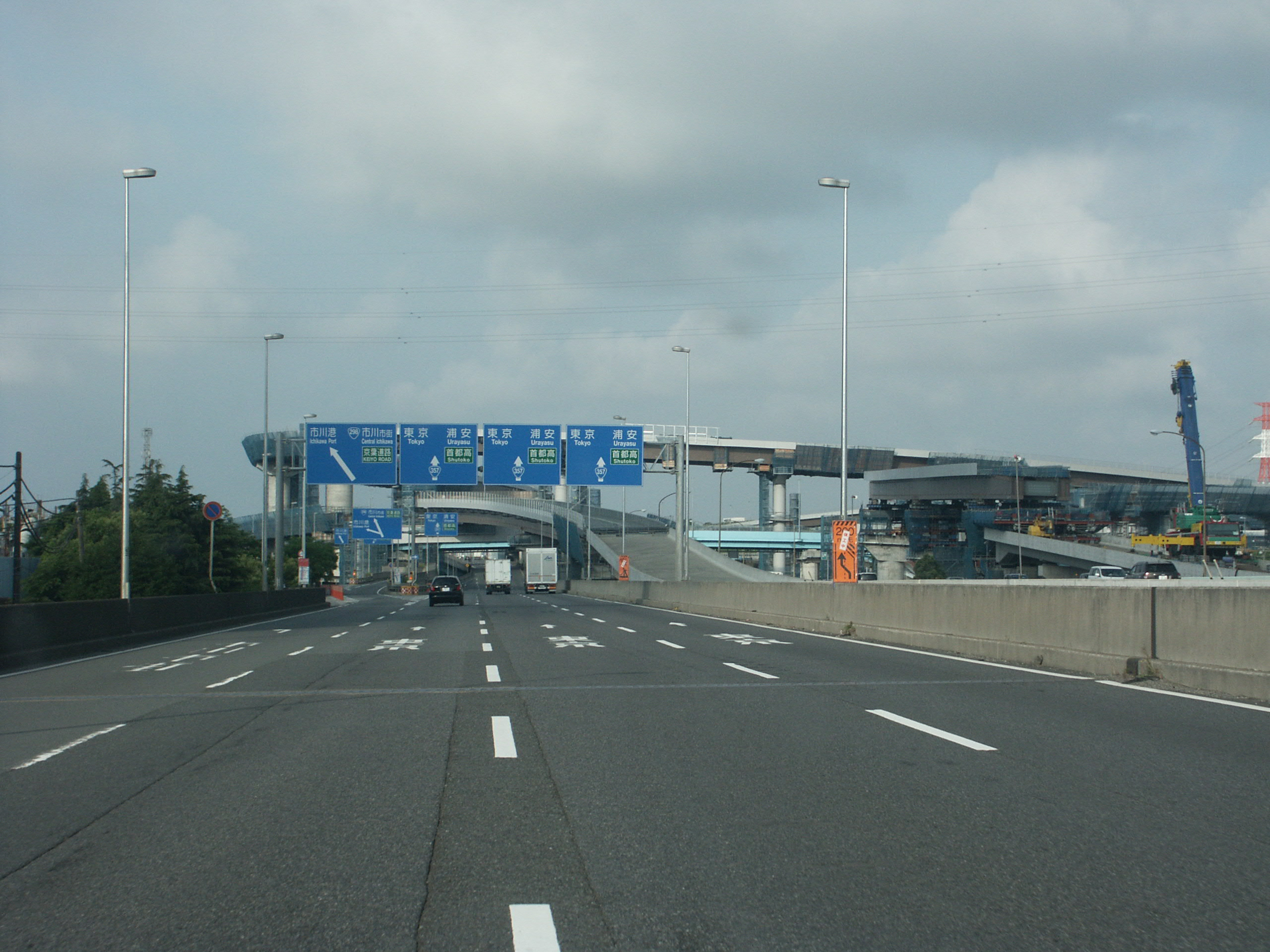
千葉県市川市原木付近

### 通過する自治体
- 千葉県
  - 千葉市（中央区 - 稲毛区 - 花見川区 - 美浜区） - 習志野市 - 船橋市 - 市川市 - 浦安市
- 東京都
  - 江戸川区 - 江東区 - 港区[注釈 6] - 品川区 - 大田区
- 神奈川県
  - 川崎市（川崎区） - 横浜市（鶴見区 - 中区 - 磯子区 - 金沢区） - 横須賀市

### 交差する道路
- 千葉県

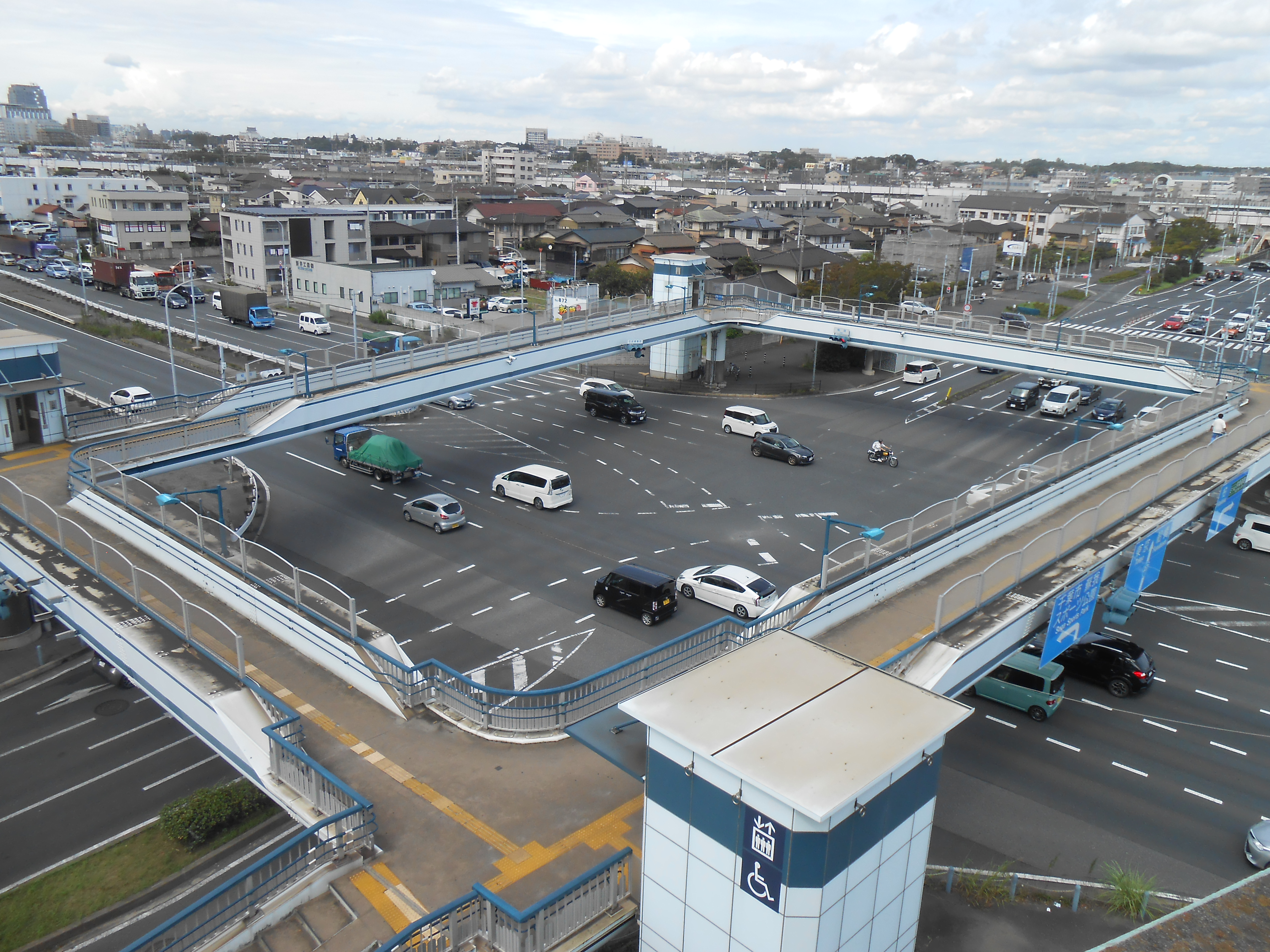
稲荷交差点（千葉県千葉市中央区）

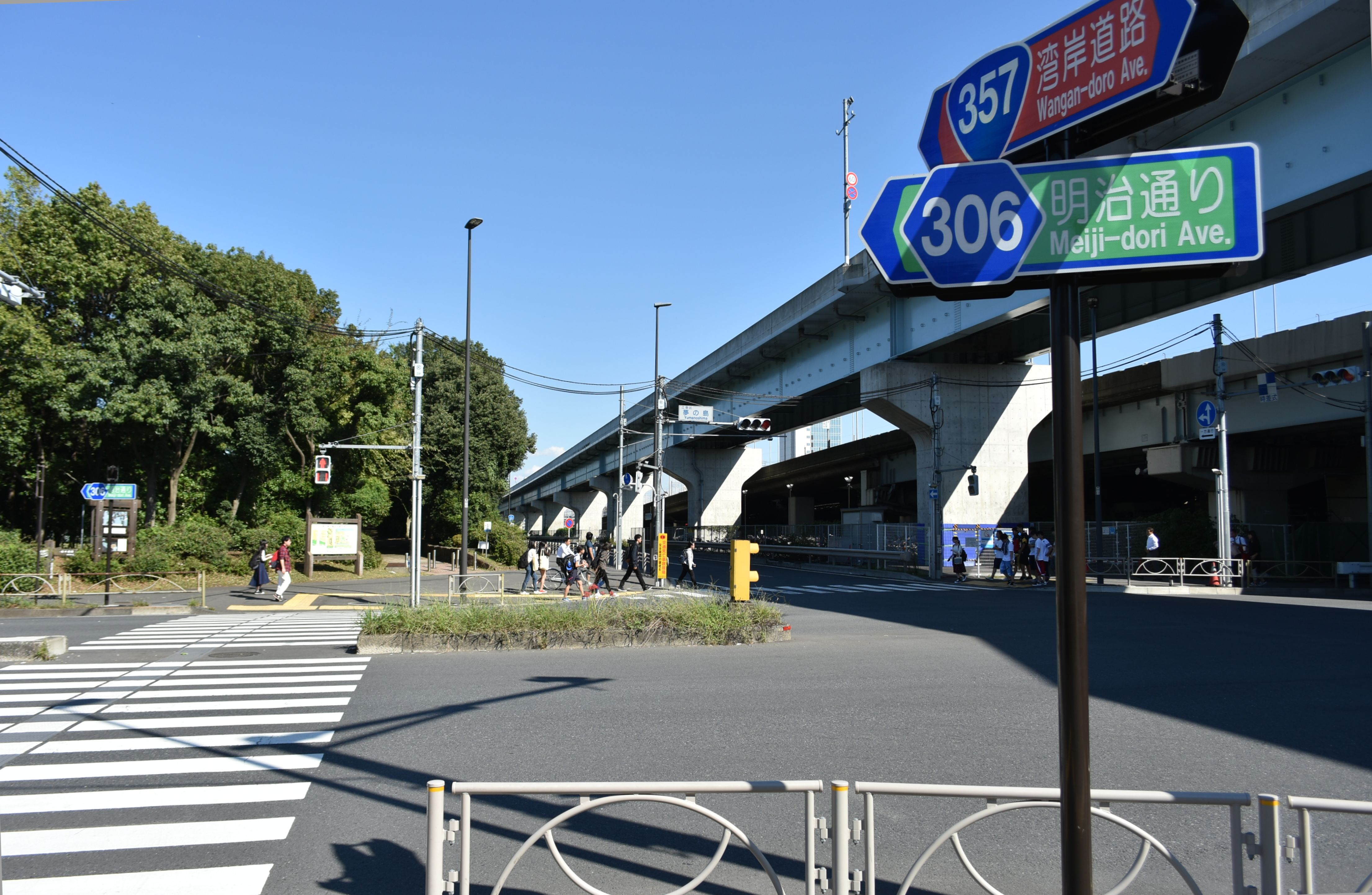
夢の島交差点（2018年9月28日撮影）

  - 国道16号（千葉市中央区起点） - 「村田町」
  - 千葉県道14号千葉茂原線（茂原街道）・千葉県道24号千葉鴨川線（久留里街道）（千葉市中央区） - 「蘇我陸橋南」
  - 千葉県道20号千葉大網線（大網街道、千葉市中央区） - 神明町
  - 千葉県道217号本千葉停車場線（千葉市中央区） - 「ポートアリーナ前交差点」
  - 国道14号（千葉市中央区） - 「登戸」
  - 千葉県道134号稲毛停車場稲毛海岸線（千葉市稲毛区） - 「稲毛浅間神社前」
  - 国道14号（千葉市美浜区） - 名称なし(通称: 検見川合流)
  - 湾岸千葉IC - E51 東関東自動車道（千葉市美浜区）
  - 千葉県道15号千葉船橋海浜線（千葉市美浜区）- 「浜田」
  - 湾岸習志野IC - E51 東関東自動車道（習志野市）
  - 千葉県道8号船橋我孫子線・千葉県道15号千葉船橋海浜線（船橋市）- 「若松」
  - 千葉県道156号船橋埠頭線（船橋市）- 「日の出」
  - 湾岸市川IC - E51 東関東自動車道（市川市）
  - 国道298号（市川市） - 「田尻」
  - 千鳥町出入口 - 首都高速湾岸線（市川市）
  - 千葉県道242号浦安停車場線・千葉県道276号西浦安停車場線（浦安市）- 浦安インター
  - 浦安出入口 - 首都高速湾岸線（浦安市）
- 東京都
  - 葛西出入口 - 首都高速湾岸線（江戸川区）
  - 東京都道318号環状七号線（環七通り、江戸川区） - 「葛西臨海公園前」
  - 東京都道308号千住小松川葛西沖線（船堀街道、江戸川区） - 名称なし
  - 東京港臨海道路 - 「新木場」
  - 新木場出入口 - 首都高速湾岸線（江東区）
  - 明治通り（江東区） - 「夢の島」
  - 東京都道319号環状三号線（三ツ目通り、江東区） - 「辰巳」
  - 東京都道304号日比谷豊洲埠頭東雲町線（晴海通り、江東区） - 「東雲」
  - 有明出入口 - 首都高速湾岸線（江東区）
  - 臨海副都心出入口 - 首都高速湾岸線（西行き江東区、東行き港区）
  - 大井出入口 - 首都高速湾岸線（品川区）
  - 大井南出入口 - 首都高速湾岸線（品川区）
  - 東京都道318号環状七号線（環七通り、大田区） - 「環七大井埠頭」
  - 東京港臨海道路 - 「京浜大橋北」
  - 空港中央出入口 - 首都高速湾岸線（大田区）
  - 東京都道311号環状八号線（環八通り、大田区）- 湾岸環八
  - 湾岸環八出入口 - 首都高速湾岸線（大田区）
    - 大田区 - 川崎市川崎区は未開通区間
- 神奈川県
  - 東扇島出入口 - 首都高速湾岸線（川崎市川崎区）
    - 川崎市川崎区 - 横浜市鶴見区は未開通区間

  - 大黒臨港道路（横浜市鶴見区）
  - 本牧臨港道路（横浜市中区）
  - 本牧ふ頭出入口 - 首都高速湾岸線（横浜市中区）
  - 本牧出口ランプ - 本牧ふ頭A突堤内（横浜市中区）
  - 産業道路（中区） - 「（仮）大鳥中学校裏」
  - 三渓園出入口 - 首都高速湾岸線（横浜市中区）
  - 環状2号線（屏風ヶ浦バイパス、横浜市磯子区）
  - 磯子出入口 - 首都高速湾岸線（横浜市磯子区）
  - 杉田出入口 - 首都高速湾岸線（横浜市磯子区）
  - 幸浦出入口 - 首都高速湾岸線（横浜市金沢区）
    - 横浜市金沢区八景島 - 横須賀市は未開通区間